# علوي السقاف
علوي بن عبد القادر السَّقَّاف (ولد 1376 هـ) باحث شرعي، ومحقِّق سعودي، والمشرف العامُّ على موقع الدُّرر السَّنية.

## سيرته
وُلد علوي بن عبد القادر بن محمد بن هادي السَّقَّاف في مكة المكرَّمة عام 1376هـ، وفيها درس المرحلة الابتدائية والمتوسطة والثانوية حتى عام 1395ه‍. ثم انتقل إلى المنطقة الشرقية من المملكة العربية السعودية عام 1395ه‍ لمتابعة دراسته، فاستقرَّ فيها. 
درس المرحلة الجامعية في جامعة الملك فهد للبترول والمعادن، وأتمَّ دراسته فيها عام 1401ه‍. ثم درس في جامعة الإمام محمد بن سعود الإسلامية قسم أصول الدين (انتسابًا).
استفاد من والده حبَّ العلم والقراءة، وقرأ عليه عددًا من الكتب منها: أجزاء من صحيحي البخاري ومسلم، وبعض الكتب في المذهب الشافعي. وشُغف بطلب العلم والاهتمام بالدليل، وقرأ آثار شيخ الإسلام ابن تيمية، وتأثَّر به وبأئمَّة أهل السنَّة من قبله وبعده.
التقى عددًا من علماء أهل السنَّة المعاصرين، وقرأ لهم وعليهم واستفاد منهم. مع عناية خاصة بمسائل التوحيد والعقيدة.
عمل في جامعة الملك فهد للبترول والمعادن حتى عام 1428، وهو المشرف العامُّ على موقع الدُّرر السَّنية.

## مؤلفاته
له عددٌ من الكتب والمؤلفات منها:
1. كتاب (كل بدعة ضلالة) قراءة ناقدة وهادئة لكتاب مفهوم البدعة وأثره في اضطراب الفتوى المعاصرة. (تأليف)
2. كتاب العقيدة الواسطية لشيخ الإسلام ابن تيمية (تحقيق)
3. كتاب: التوسط والاقتصاد في أن الكفر يكون بالقول أوالفعل أوالاعتقاد. (تأليف)
4. كتاب: صفات الله عز وجل الواردة في الكتاب والسنة. (تأليف)
5. كتاب: المنتخب من كتب شيخ الإسلام ابن تيمية. (انتقاء)
6. كتاب: شرح العقيدة الواسطية ،للشيخ محمد خليل هرَّاس. (تحقيق)
7. كتاب: ملحق كتاب شرح العقيدة الواسطية. (تأليف)
8. كتاب: مختصر كتاب الاعتصام للشاطبي. (اختصار)
9. كتاب: منظومة سلم الوصول إلى مباحث علم الوصول (تحقيق).

وأشرف على تأليف عدد من الكتب، منها:
1. كتاب: خزانة الكتب.
2. كتاب: ملخص فقه العبادات (الطهارة، الصلاة، الصوم، الحج والعمرة).
3. كتاب: موسوعة الأخلاق.
4. كتاب: عائشة أم المؤمنين.
5. كتاب: زاد العباد
6. كتاب: الأشاعرة والماتريدية في ميزان أهل السنة والجماعة.

## وصلات خارجية
- http://www.islamspedia.com/translation/علوي-بن-عبد-القادر-السقاف